# Nikefor III. Botanijat
Nikefor III. Botanijat (grško Νικηφόρος Γ΄ Βοτανειάτης: Nikēphoros III Botaneiatēs, angleško Nikephoros III Botaneiates ali Botaniates), bizantinski cesar od 1078 do 1081, po poreklu iz družine, ki se je razglašala za potomce rimskih Fabijev in bizantinske družine Fokas, † 10. december 1081, Bizanc, Bizantinsko cesarstvo.

## Življenjepis
Nikefor Botanijat je bil general cesarjev Konstantina IX. Monomaha in Romana IV. Diogena. Leta 1064 je skupaj z vojvodo Bazilom Apokapom branil meje Balkana pred oguškimi Turki. V eni od bitk so ga Turki porazili in ujeli. Kmalu za tem je izbruhnila epidemija, ki je hitro redčila turške vrste, tako da so Turki ujetnike izpustili. Preživele so Bizantinci takoj spet vključili v svojo vojsko. 
V času vladanja Mihaela VII. Dukasa je Nikefor postal guverner Anatolske teme in poveljnik azijskih čet. Leta 1078 se je Mihaelu VII. in njegovemu finančnemu ministru Nikeforicu uprl in s tiho podporo seldžuških Turkov vkorakal v Nikejo, kjer se je oklical za cesarja. Ne oziraje se na drugega uporniškega generala Nikefora Brijenija, očeta ali starega očeta kasnejšega cesarja Nikefora Brijenija, sta aristokracija in kler njegovo izvolitev potrdila. Mihael VII. je moral odstopiti in se umakniti v samostan. Marca ali junija 1078 je Nikefor III. Botanijat zmagoslavno vkorakal v Bizanc, kjer ga je patriarh Kozma I. uradno okronal. S pomočjo generala Alekseja Komnena je izločil iz igre Nikefora Brijenija in druge rivalske generale, prodora Turkov v Malo Azijo pa ni mogel preprečiti.
Svoj položaj je poskušal utrditi s poroko z Evdokijo Makrembolitiso, materjo Mihaela VII. in vdovo Konstantina X. in Romana IV. Uresničitev načrta je preprečil kaisar Ivan Dukas in Nikefor se je, kljub kršitvi cerkvenega prava, namesto z Evdokijo poročil z Marija Alanska|Marijo Alansko, vdovo Mihaela VII. Nikefor kljub poroki ni priznal nasledstvenih pravic Marijinemu sinu Konstantinu Dukasu in si s tem nakopal na glavo nezaupanje in spletke preživelih članov družine Dukas. Nikeforjevo vladanje ni imelo velike podpore, ker je favoriziral svoje privržence, tako da se mu je večina stare dvorne birokracije odtujila, padanja vrednosti bizantinske valute pa ni uspel zaustaviti. 
Nikefor je postajal vedno bolj odvisen od podpore Alekseja Komnena, ki je uspešno zatrl upor Nikefora Bazilaka na Balkanu (1079) in obrzdal Nikefora Melisena v Anatoliji (1080). Bizantinsko cesarstvo se je soočalo tudi z invazijo normanskega vojvode Roberta Guiscarda iz Apulije, ki mu je napovedal vojno pod pretvezo, da brani pravice mladega Konstantina Dukasa, ki je bil zaročen z Robertovo hčerko Heleno. Ker je bil velik del Aleksejeve vojske zaposlen z obrambo pred Normani, je stranka Dukasov, ki jo je vodil kaisar Ivan, skovala zaroto, v kateri bi Nikefora zamenjali z Aleksejem. Ker si Nikefor ni zagotovil podpore niti Turkov Seldžukov niti Nikefora Melisena, oboji so bili namreč njegovi tradicionalni sovražniki, je moral Nikefor v nekrvavem državnem udaru leta 1081 odstopiti. 
Odstavljeni cesar se je umaknil v samostan, kjer je naslednje leto umrl.

## Nikefor v leposlovju
Nikefor III. je izmišljeni bizantinski cesar z začetka 14. stoletja v zgodovinskem romanu Agent Bizanca, ki ga je napisal Harry Turtledove.